# Shingo Hyodo
Shingo Hyodo (兵藤 慎剛 Hyodo Shingo?), född 29 juli 1985, är en japansk fotbollsspelare.
I juni 2005 blev han uttagen i Japans trupp till U20-världsmästerskapet 2005.